# Lagendorf
Lagendorf is een voormalige gemeente in de Duitse deelstaat Saksen-Anhalt, die per 1 januari 2009 is samengevoegd met Dähre, dat deel uitmaakt van de Landkreis Altmarkkreis Salzwedel.